# Jan de Boer (2000)
Jan de Boer (Sneek, 20 mei 2000) is een Nederlands voetballer die als doelman speelt. In februari 2025 verruilde hij VVV-Venlo voor Bryne FK.

## Carrière

### sc Heerenveen
De Boer maakte in 2011 de overstap van amateurclub ONS Sneek naar de jeugdopleiding van sc Heerenveen en mocht in het seizoen 2018/19 al enkele malen op de bank zitten bij het eerste elftal.

### FC Groningen
De Friese doelman werd in 2019 transfervrij overgenomen door FC Groningen waar hij vierde keeper werd achter Sergio Padt, Jan Hoekstra en Marco van Duin. In zijn eerste drie jaar bij de Trots van het Noorden kwam het nog niet tot een officieel debuut. Desondanks lichtte de club eind maart 2022 de optie in zijn aflopende contract waardoor De Boer ook in het seizoen 2022/23 nog onder contract zou staan. Op 19 oktober 2022 maakte hij alsnog zijn debuut in de hoofdmacht in een met 0-3 gewonnen bekerwedstrijd bij FC Dordrecht. Vier dagen later maakte De Boer zijn eredivisiedebuut in een met 4-2 gewonnen thuiswedstrijd tegen PSV en werd hij uitgeroepen tot 'Man of the Match'. Eind maart 2023 maakte de in degradatienood verkerende club bekend afscheid te zullen nemen van de beide reservedoelmannen Peter Leeuwenburgh en Jan de Boer.

### VVV-Venlo
In mei 2023 bereikte de Friese doelman een mondeling akkoord met VVV-Venlo over een contract. Die overgang ketste echter af vanwege financiële problemen bij de Venlose club, waarna hij begin juli op proef aansloot bij SC Cambuur. Na de plotselinge transfer van eerste doelman Ennio van der Gouw naar SV Zulte Waregem klopte VVV opnieuw aan bij De Boer die op 13 juli 2023 alsnog een tweejarig contract tekende met een optie voor een extra seizoen. De Friese doelman was aanvankelijk eerste doelman, maar verloor zijn basisplaats toen trainer Rick Kruys de voorkeur gaf aan Delano van Crooij die eind januari 2024 op het oude nest was teruggekeerd. In het seizoen 2024/25 werd De Boer door de nieuwe trainer John Lammers wel weer aangewezen als eerste keus. Na enkele mindere optredens kwam zijn positie echter opnieuw ter discussie te staan. Vanaf speelronde 12 kreeg Van Crooij opnieuw de voorkeur als eerste doelman.

### Bryne FK
In februari 2025 verliet De Boer VVV om weer aan spelen toe te komen. Hij tekende een tweejarig contract bij het naar de Eliteserien gepromoveerde Bryne FK. Bij zijn debuut op 30 maart in de thuiswedstrijd tegen landskampioen FK Bodø/Glimt (0-1) werd hij uitgeroepen tot man van de wedstrijd. De bijbehorende gesponsorde prijs bestaande uit vier trays met eieren baarde hierbij opzien.

## Clubstatistieken
| Seizoen                             | Club           | Competitie     | Competitie | Competitie | Beker | Beker | Playoffs | Playoffs | Totaal | Totaal |
| Seizoen                             | Club           | Competitie     | Wed.       | Dlp.       | Wed.  | Dlp.  | Wed.     | Dlp.     | Wed.   | Dlp.   |
| ----------------------------------- | -------------- | -------------- | ---------- | ---------- | ----- | ----- | -------- | -------- | ------ | ------ |
| 2018/19                             | sc Heerenveen  | Eredivisie     | 0          | 0          | 0     | 0     | —        | —        | 0      | 0      |
| 2019/20                             | FC Groningen   | Eredivisie     | 0          | 0          | 0     | 0     | —        | —        | 0      | 0      |
| 2020/21                             | FC Groningen   | Eredivisie     | 0          | 0          | 0     | 0     | 0        | 0        | 0      | 0      |
| 2021/22                             | FC Groningen   | Eredivisie     | 0          | 0          | 0     | 0     | —        | —        | 0      | 0      |
| 2022/23                             | FC Groningen   | Eredivisie     | 3          | 0          | 1     | 0     | —        | —        | 4      | 0      |
| 2023/24                             | VVV-Venlo      | Eerste divisie | 23         | 0          | 1     | 0     | —        | —        | 24     | 0      |
| 2024/25                             | VVV-Venlo      | Eerste divisie | 11         | 0          | 0     | 0     | —        | —        | 11     | 0      |
| 2025                                | Bryne FK       | Eliteserien    | 1          | 0          | 0     | 0     | —        | —        | 1      | 0      |
| Carrièretotaal                      | Carrièretotaal | Carrièretotaal | 38         | 0          | 2     | 0     | 0        | 0        | 40     | 0      |
| Bijgewerkt tot en met 31 maart 2025 |                |                |            |            |       |       |          |          |        |        |